# ペルセフォーヌ (ストラヴィンスキー)

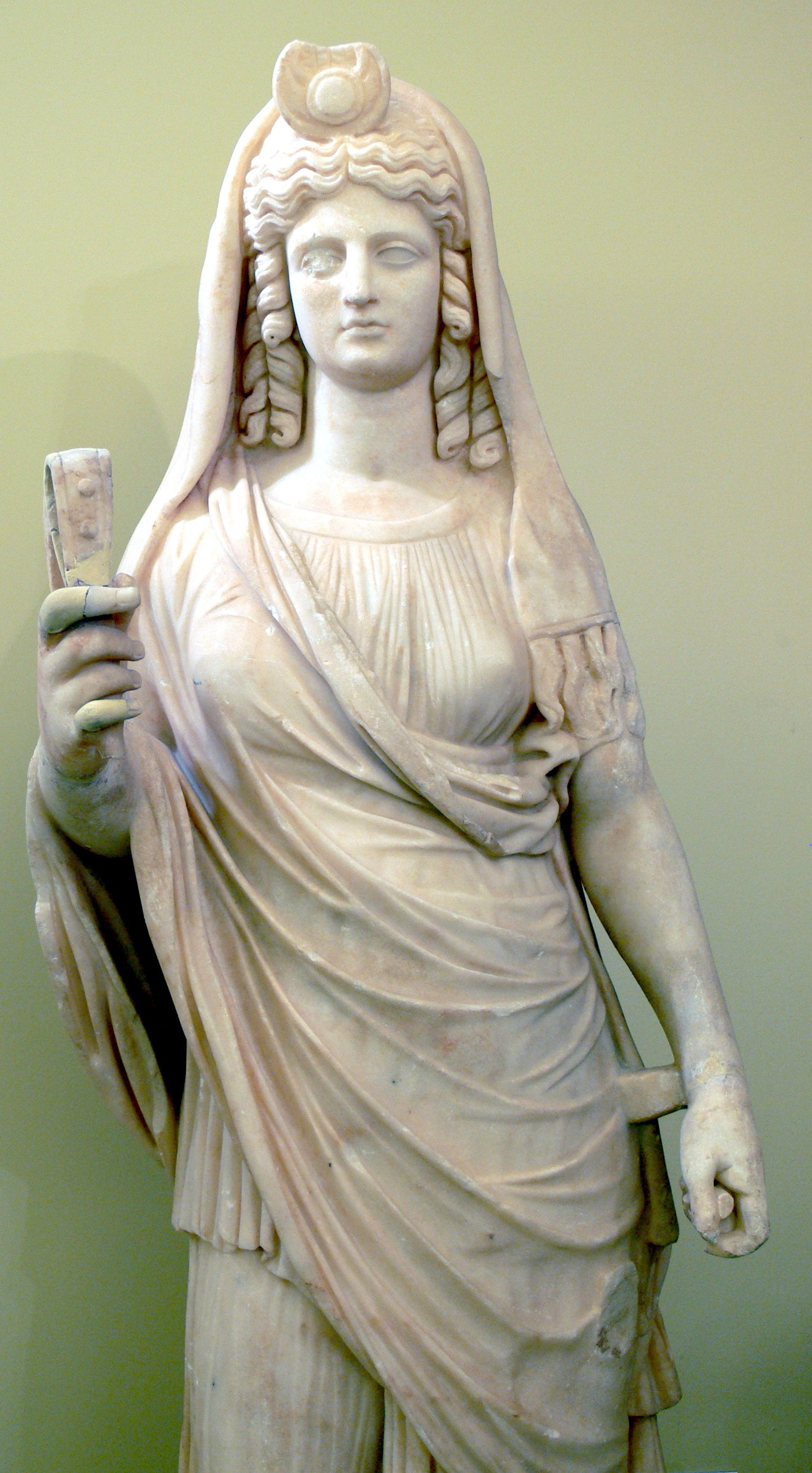
ペルセフォーヌ（ペルセポネー）像

『ペルセフォーヌ』（Perséphone）は、アンドレ・ジッドの台本により、イーゴリ・ストラヴィンスキーが1933年から1934年にかけて作曲した、3場からなるフランス語のメロドラマ。
管弦楽・独唱・合唱・語り・舞踊を伴う演劇で、ギリシア神話のペルセフォーヌ（ペルセポネー）の地下世界への旅と再生を主題とする。
セルゲイ・ディアギレフの没後、アメリカに移住するまでの間、『ペルセフォーヌ』はフランスからの注文で作曲された唯一の曲だった。

## 作曲の経緯
ジッドの詩にもとづく劇の音楽の作曲を1933年はじめにイダ・ルビンシュタインから依頼されたストラヴィンスキーは、ジッドと協力して作曲を開始し、1934年1月24日に完成した。ストラヴィンスキーがルビンシュタインのために音楽を提供するのは『妖精の接吻』（1928年）についで2回目である。
長年フランスに住んでいたストラヴィンスキーだったが、意外なことにそれまでフランス語に作曲したのは『ヴェルレーヌの2つの詩』（1910年）だけだった（『兵士の物語』ではセリフは曲から独立していた）。
ストラヴィンスキーとジッドは、かつて第一次世界大戦中にシェイクスピア『アントニーとクレオパトラ』の演劇を作るために協力しようとしたことがあったが（やはりルビンシュタインの依頼による）、ストラヴィンスキーがアントニーの衣裳を現代人のものにするべきだと主張したために実現しなかった。
『ペルセフォーヌ』では協力は当初成功するように見えたが、2人の間に意見の大きなへだたりがあることが次第に明らかとなり、不満を持ったジッドはリハーサルや初演に参加しなかった。

## 初演
1934年4月30日にパリ国立オペラで、ストラヴィンスキー自身の指揮によって初演された。
- 振付：クルト・ヨース（英語版）
- 美術・衣裳：アンドレ・バルザック（英語版）
- ペルセフォーヌ：イダ・ルビンシュタイン
- エウモルポス：ルネ・メゾン

ルビンシュタインによる公演は3回だけで終わり、その後も上演される機会は少ない。
ストラヴィンスキーはこの曲を失敗作であり、お蔵入りにすべきだと考えていた。メロドラマという形式自体が失敗としていたが、後に『説教、説話、祈り』と『洪水』で再びメロドラマ形式の劇音楽に取りくんでいる。
日本初演は、2018年（平成30年）5月18・19両日に開催された日本フィルハーモニー交響楽団の第700回記念定期演奏会（アレクサンドル・ラザレフ指揮、日本フィルハーモニー交響楽団、晋友会合唱団、東京少年少女合唱隊）に於いてサントリーホールで行われ、その模様をライヴ収録したCDが同年9月26日にオクタヴィア・レコードからリリースされている。

## 楽器編成
- テノール独唱、混声合唱、児童合唱、語り
- フルート2、ピッコロ、オーボエ2、コーラングレ、クラリネット2、バスクラリネット、ファゴット2、コントラファゴット、ホルン4、トランペット3、トロンボーン3、チューバ、ティンパニ、打楽器、ハープ2、ピアノ、弦5部[13]。

エウモルポスが歌い、ペルセフォーヌは語りつつマイムを行う。それ以外のデーメーテール、プルートー、メルクリウスらは踊る。ストラヴィンスキー自身は、ペルセフォーヌと語り手は分けた方がいいと言っている。
演奏時間は約56分。

## あらすじ

### 第1場：誘拐されるペルセフォーヌ
ニンフたちとともに花をつむペルセフォーヌがスイセンを見ると、そこには地下世界の闇の中で苦しむ人々が見える。エウモルポスは、彼らを憐れむとプルートーの妻にならなければならなくなると注意するが、ペルセフォーヌは自らの意志で地下の世界へ行く。

### 第2場：地下世界のペルセフォーヌ
地下世界がペルセフォーヌの前に出現する。エウモルポスはペルセフォーヌに、レーテーの水を飲んですべてを忘れ、プルートーの妻として地下世界に君臨するように歌う。
メルクリウスがザクロをペルセフォーヌに与える。ペルセフォーヌがそれを食べると、地上のことを思いだす。地下まで持ってきたスイセンの香りをかぐと地上の世界が見えるが、そこは永遠の冬が支配していた。

### 第3場：再生したペルセフォーヌ
地上の人々は神殿を作ってペルセフォーヌを呼び、その声によってペルセフォーヌは地上へ戻り、母のデーメーテールに再会する。しかしペルセフォーヌは地下の人々の苦しみをやわらげるために、たいまつを持って再び地下へ下る。